# 탁발선비

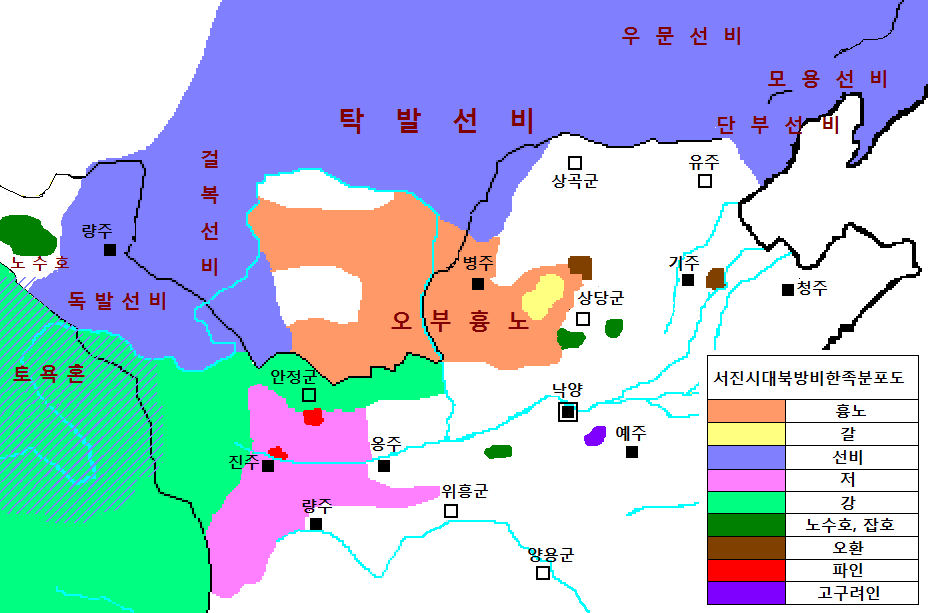
서진 시기 북방에 있던 각 부족의 분포도(가장 북쪽의 남색이 탁발선비)

탁발부(拓跋部)는 선비족의 한 분파이다. 화북 지역에 대나라·북위 등의 왕조를 세웠다. 돌궐어로는 타브가치(고대 튀르크어: 𐱃𐰉𐰍𐰲 Tabgač)라 했다. 삭두부(索頭部) 또는 삭로(索虜) 등으로도 불렸다.

## 개요
단석괴의 통일선비가 붕괴하고 다시 분열된 선비들 중 가장 두드러진 것이 탁발선비이다. 3세기 후반 탁발역미가 내몽골 호흐호트 분지로 남하하여 그곳을 근거지로 삼았고, 4세기 초 탁발역미의 손자 탁발의타와 탁발의로가 서진을 멸망시킨 흉노계 국가인 한나라(훗날의 전조)의 황제 유연과 싸워 대선우를 칭함으로써 음산 일대의 선비의 통령이 되었다. 탁발의로는 병주자사 유곤에게 상간하 상류, 구주산(句注山) 이북의 영토를 요구하고 대동분지를 포함하여 장성 너머의 땅을 영유했다. 이와 같이 북아시아의 유목민족이 화북의 영토를 요구한 것은 탁발선비가 처음이다. 그리하여 탁발선비는 화북의 한족과 정치적·군사적·문화적으로 직접적인 관계를 가졌다.
315년 탁발의로는 대나라를 건국하고 그 왕을 칭하였다. 호흐호토 분지에 있던 성락(盛樂, 지금의 내몽골 자치구 호흐호토시 호린게르현)에 도성을 쌓아 북도(北都)로 삼고, 대동분지에 있던 평성에도 도성을 쌓고 남도(南都)로 삼아 수도로 정하였다.
이처럼 탁발선비의 지배가 화북에 미치면서 탁발선비는 중국풍의 성을 쌓고 제도도 중국풍으로 바꾸었다. 그 뒤 일시적으로 분열 상태에 빠졌지만 탁발십익건이 왕이 되자 성락 남쪽에 새로운 성을 쌓고 한족 관료를 기용한 뒤, 형제상속에서 부자상속으로 바꾸는 등 국가의 제도를 중국식으로 바꾸었다. 그 뒤 일시적으로 전진이 화북의 패권을 쥐었던 적이 있지만, 동진과 항쟁하다 이내 몰락하고 386년 탁발십익건의 손자 탁발규가 대나라의 국호를 위나라(북위)로 개명하고 황제에 즉위했다. 북위가 태무제 시기에 화북을 통일하고 강남에서는 유송이 동진을 대체함으로써 중국에는 남북조시대가 시작되었다.

## 같이 보기
- 탁발씨
- 독발선비